# Czarna Sędziszowska
Czarna Sędziszowska est une localité polonaise de la gmina de Sędziszów Małopolski, située dans le powiat de Ropczyce-Sędziszów en voïvodie des Basses-Carpates.